# Xukou (köpinghuvudort i Kina, Jiangsu Sheng, lat 31,23, long 120,48)
Xukou (kinesiska: 胥口镇) är en köpinghuvudort i Kina. Den ligger i provinsen Jiangsu, i den östra delen av landet, omkring 180 kilometer sydost om provinshuvudstaden Nanjing. Antalet invånare är 78 756. Befolkningen består av 39 334 kvinnor och 39 422 män. Barn under 15 år utgör 8,0 %, vuxna 15-64 år 85 %, och äldre över 65 år 5,0 %.
Runt Xukou är det tätbefolkat, med 947 invånare per kvadratkilometer. Närmaste större samhälle är Suzhou, 13,7 km nordost om Xukou. Trakten runt Xukou består till största delen av jordbruksmark.
Genomsnittlig årsnederbörd är 1 661 millimeter. Den regnigaste månaden är juni, med i genomsnitt 221 mm nederbörd, och den torraste är december, med 59 mm nederbörd.